# Villa General Roca
Villa General Roca é uma cidade da Argentina, localizada na província de San Luis